# آرهوس ۲۶۷۶
سیارک ۲۶۷۶ (به انگلیسی: 2676 Aarhus، نامگذاری:1933QV) دو هزار و ششصد و هفتاد و ششمین سیارک کشف شده‌است که در ۲۵ اوت ۱۹۳۳ و در هایدلبرگ کشف شد.
قدر مطلق سیارک برابر ۱۲٫۸۰ است.